# Gyangkar
Gyangkar (kinesiska: Jiangga, 江嘎, Dingjie Xian, 定结县) är en häradshuvudort i Kina. Den ligger i den autonoma regionen Tibet, i den sydvästra delen av landet, omkring 350 kilometer sydväst om regionhuvudstaden Lhasa. Gyangkar ligger 4 193 meter över havet och antalet invånare är 20 319. Befolkningen består av 9 534 kvinnor och 10 785 män. Barn under 15 år utgör 26,0 %, vuxna 15-64 år 70 %, och äldre över 65 år 3,0 %.
Runt Gyangkar är det mycket glesbefolkat, med 3 invånare per kvadratkilometer. Det finns inga andra samhällen i närheten. Trakten runt Gyangkar är ofruktbar med lite eller ingen växtlighet.
Genomsnittlig årsnederbörd är 990 millimeter. Den regnigaste månaden är juli, med i genomsnitt 224 mm nederbörd, och den torraste är december, med 5 mm nederbörd.